# Lagerville

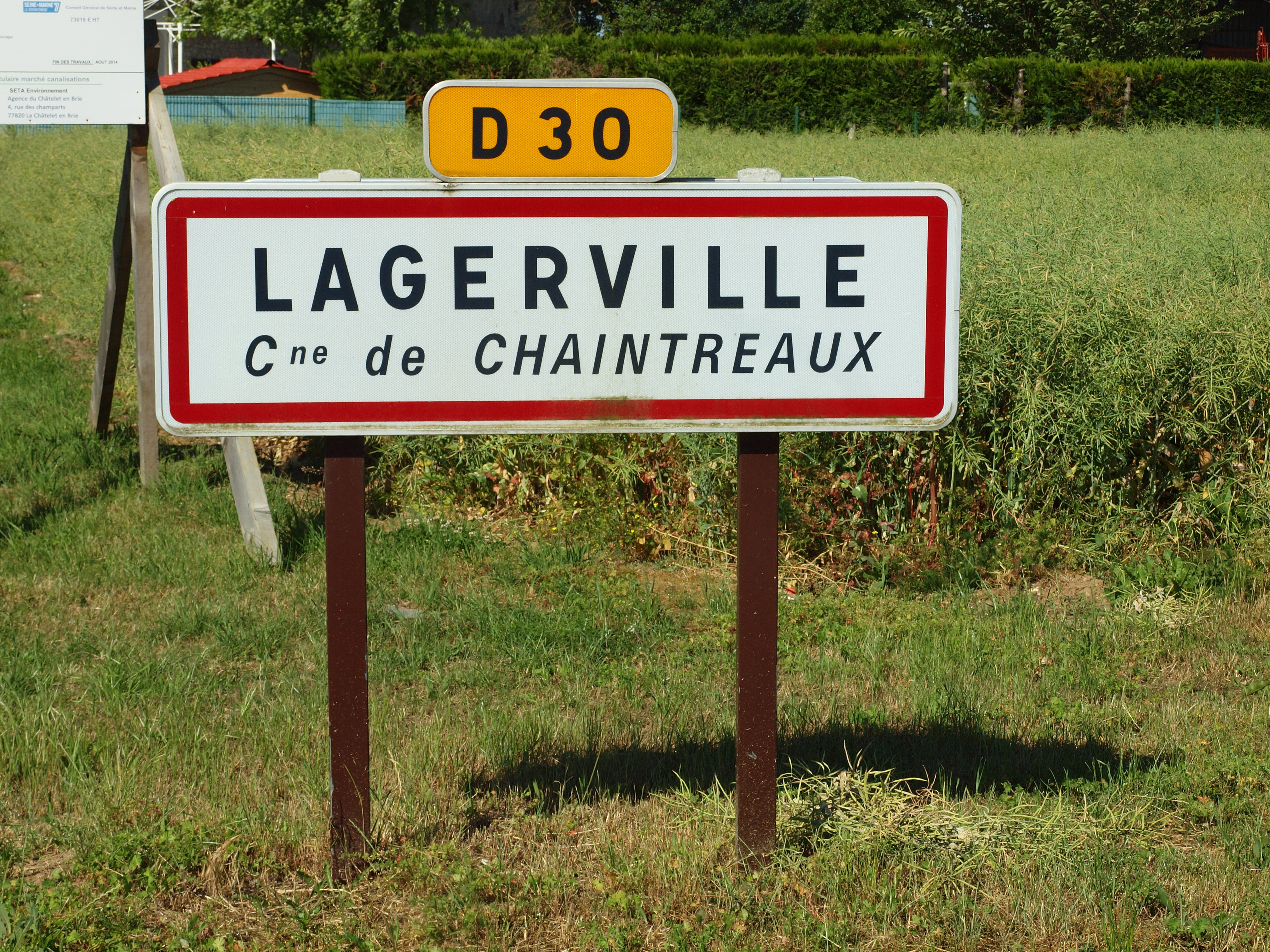
Ortsschild

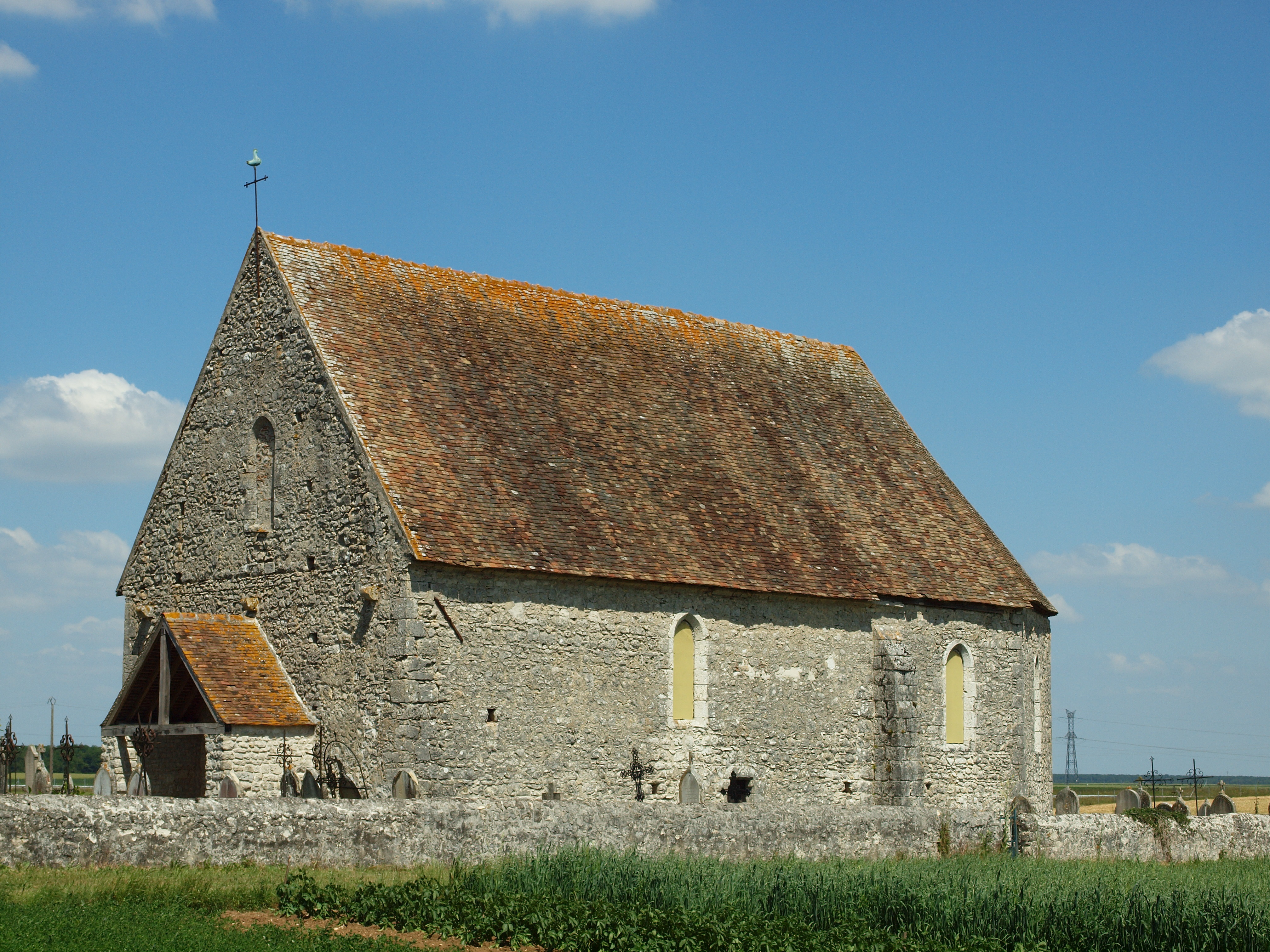
Kirche St-Eutrope in Lagerville

Lagerville ist ein Ortsteil der französischen Gemeinde Chaintreaux im Département Seine-et-Marne der Region Île-de-France. Die bis 1842 selbständige Gemeinde Lagerville liegt circa zwei Kilometer südlich von Chaintreaux an der Départementstraße 30.

## Sehenswürdigkeiten
- Kirche St-Eutrope, erbaut im 13. Jahrhundert (Monument historique)